# Химойская жилая башня
Химойская жилая башня (чечен. ХӀима бӀов) — башня, расположенная в Шаройском районе, Чеченской Республики, в селении Химой. Датируется XIV—XVI веками. Объект культурного наследия регионального значения.

## История
По мнению исследователей, точная датировка чеченских жилых башен является одной из нерешённых проблем современной науки.
Археолог М. Б. Мужухоев считает, что жилые башни на территории Чечено-Ингушетии появляются в XII—XIII веках. Верхний предел их сооружения он датирует XIII веком, основываясь на преданиях. Расцвет их строительства он относит к XVII—XVIII векам.
Этнограф В. П. Кобычев относит начало строительства жилых башен к XII—XIV векам, связывая его с феодализацией местного общества.
Архитектор A. Ф. Гольдштейн считает, что после XVIII века необходимость в строительстве башен отпадает в связи с изменением социально-экономических условий жизни вайнахов. Он отмечает, что сооружения XIX века почти не сохранились.
По мнении археолога В. И. Марковина расцвет башенной культуры в этой регионе относится к XV—XVI векам.
Исследования башенных строений Чечни в 20-х годах прошлого столетия проводили иностранные учёные.
Изображения петроглифов на жилых башнях Химоя сохранились благодаря немецкому исследователю Бруно Плечке, который отобразил их в своём труде «Чеченцы».
Из средневековых построек в селении Химой сохранились несколько полуразрушенных жилых башен, которые носят имена своих последних хозяев: Адай-гала, Гой-гала, Маштай-гала, Хаматхан-гала.

## Описание

Орнамент и петроглифы, над дверью башни. Рисунок Бруно Плечке, 1927—1928 гг.

Утрачено: покрытие башни, междуэтажное перекрытие, центральный опорный столб, заполнения оконных и дверных проёмов. Разрушен второй ярус восточной стены. К одной стене примыкает жилой дом.
Башня жилая расположена в центре селения в нижней части застройки. Стоит недалеко от мечети, на относительно ровном участке.
По сторонам света башня ориентирована своими стенами. Башня двухъярусная. Стены имеют небольшой уклон кверху. Кладка из мелких плоских камней на растворе. В углах более крупные камни для перевязки стен.
Башня прямоугольная в плане, размеры 6,65 × 6,95 м по наружным стенам. Толщина стен 0,64 м.
Входы в башню в стене западного фасада. Вход на первый ярус на уровне земли. Размеры проёма 0,8 × 1,0 м. Проём арочной формы. Перемычка из плиты размером 0,58 × 1,13 м, растёсанной под арку. На плите петроглифы — кресты в кругах и полосы, повторяющие контур арки. Справа от проёма на расстоянии 0,9 м из стены выступает каменный крюк. Его длина 13 см, толщина 6 см, высота II см. Вход на второй ярус правее. Размеры проёма 0,76 × 1,32 м снаружи и 0,95 × 1,97 м.